# 숙녀
숙녀(淑女, lady)는 교양이나 지적 수준이 높은 여성, 유산층·부유층의 여성, 또는 성숙한 여성에 대한 존칭으로 쓰인다.

## 같이 보기
- 신사
- 여성
- 소녀